# 焦达峰墓
28°11′10″N 112°55′42″E / 28.18611°N 112.92833°E
焦达峰墓位于中国湖南省长沙市岳麓区岳麓山，1983年被列为湖南省文物保护单位。
焦达峰（1887年－1911年），原名焦大鹏，字鞠荪，湖南浏阳人，同盟会成员，共进会领袖。1911年10月22日与陈作新率湖南新军最先响应武昌起义，攻占长沙，次日建立湖南军政府，被推举为都督。10月31日被新军第25混成协第50协第2营管带梅馨杀害。1912年中华民国临时总统孙中山在南京追授焦达峰大将军衔，遗体安葬于长沙岳麓山。